# SS Близнецов
SS Близнецов (лат. SS Geminorum), HD 41870 — одиночная переменная звезда в созвездии Близнецов на расстоянии (вычисленном из значения параллакса) приблизительно 11250 световых лет (около 3449 парсек) от Солнца. Видимая звёздная величина звезды — от +10,7m до +9,3m.
Открыта Энни Кэннон в 1908 году*.

## Характеристики
SS Близнецов — жёлтый сверхгигант, пульсирующая переменная звезда типа RV Тельца (RVA) спектрального класса F8Ib-G5Ib, или G2/5I, или G5. Масса — около 5,48 солнечных, радиус — около 150,6 солнечных, светимость — около 17680 солнечных. Эффективная температура — около 5400 K.